# Wittgenstein's Poker
Pour les articles homonymes, voir Wittgenstein (homonymie) et Poker (homonymie).
Wittgenstein's Poker: The Story of a Ten-Minute Argument Between Two Great Philosophers (Le Tisonnier de Wittgenstein : Histoire d’une discussion de dix minutes entre deux grands philosophes) est un livre des journalistes de la BBC David Edmonds et John Eidinow, paru en 2001 à New York aux éditions HarperCollins. Il relate un événement de l'histoire de la philosophie ayant impliqué Sir Karl Popper et Ludwig Wittgenstein, et ayant tourné à la confrontation au Club des sciences morales de Cambridge en 1946. Le livre a été un best-seller et a reçu des critiques positives, mais n'a pas été traduit en français.

## Résumé
Le 25 octobre 1946, Popper, alors enseignant à la London School of Economics, est invité à présenter un article intitulé « Are There Philosophical Problems? » (« Y-a-t-il des problèmes philosophiques ? ») à une séance du club des sciences morales de l'université de Cambridge présidée par Wittgenstein. Les deux philosophes débattent avec véhémence pour savoir s'il existe des problèmes substantiels en philosophie, ou simplement des énigmes linguistiques - la position adoptée par Wittgenstein. Selon Popper et le récit populaire, Wittgenstein manipule un tisonnier pour souligner ses points, le brandissant en faisant de grands gestes avec lui alors que la discussion s'enflamme. Lorsqu'il a été mis au défi par Wittgenstein de donner un exemple de règle morale, Popper (plus tard) a affirmé avoir répondu : « Ne pas menacer les conférenciers invités avec des tisonniers », sur quoi (selon Popper) Wittgenstein a jeté le tisonnier et est sorti en trombe. Wittgenstein's Poker est un recueil et une mise en contexte des différents récits qui ont été faits de cette scène, tout en établissant le contexte des carrières de Popper, Wittgenstein et Bertrand Russell, qui était également présent à cette réunion.
Le livre suit trois fils narratifs, articulés autour de la confrontation de 1946 à Cambridge ; le premier est une enquête documentaire sur ce qui s'est passé précisément et la polémique sur les récits divergents des observateurs ; le second, une histoire personnelle comparative des philosophes, mettant en contraste leurs origines à Vienne et leurs différentes ascensions vers leurs positions éminentes en philosophie ; le troisième, enfin explore la signification philosophique du désaccord entre Popper et Wittgenstein et de sa pertinence pour les grands débats de la philosophie du début du XXe siècle concernant la philosophie du langage.

## Éditions
- 2001  (ISBN 0-06-621244-8). Ecco, HarperCollins, New York.
- 2002  (ISBN 0-06-093664-9). Broché. Ecco, HarperCollins, New York.